# Buddhistische Ordensregeln
Der Pratimoksha (skt.) bzw. Patimokkha (pali) ist eine Liste von Regeln für buddhistische Nonnen (Bhikkhuni) und Mönche (Bhikkhu) und das monastische Leben. Er ist Teil des ersten Lehrkorbes des Buddha, des Vinaya.
Es gibt derzeit drei intakte buddhistische Ordinationslinien:
- die Theravada Linie (Burma, Kambodscha, Sri Lanka und Thailand)
- die Tibetische Linie (Mulasarvastavada Linie in Tibet, Indien und Teilen Japans) und
- die Chinesische Linie (Dharmaguptakavinaya in China und Teilen Japans und Koreas)

Es wird innerhalb der buddhistischen Welt angenommen, behauptet und geglaubt, dass alle drei Linien auf Buddha zurückgehen, über seine Schüler weitergegeben wurden und sich an verschiedenen Orten verbreiteten.

## Die Linie der Pali-Tradition (Theravada)
Dieser Linie folgen die Mönche und Nonnen des Theravada. Im Patimokkha sind die buddhistischen Regeln für vollordinierte Mönche (Bhikkhu) mit 227 Regeln und vollordinierte Nonnen (Bhikkhunis) mit 311 Regeln, sowie weibliche und männliche Novizen mit 10 Regeln (+ 75 Übungsregeln) enthalten. Das Patimokkha regelt das persönliche Leben, das Gemeinschaftsleben und den Umgang mit Laien. Im Nachfolgenden sind nur einige genannt, die hauptsächlich auch für Laien interessant sein können, besonders beim Umgang mit buddhistischen Ordinierten.

### Sammeln von Almosen
Buddhistische Ordinierte sollen grundsätzlich mit dem zufrieden sein, was sie als Gabe (dana) erhalten [Pacittiya 39]. Sie dürfen nur Verwandte um etwas bitten, oder andere Personen, wenn jene die Ordinierten dazu eingeladen haben. Aber auch diese Einladung gilt nur befristet. In Notfällen ist es aber erlaubt, um bestimmte Dinge zu bitten (z. B. wenn die Kleidung gestohlen wurde). Alles andere sollte ihnen unaufgefordert gegeben werden. Dass sich im umgekehrten Fall die Ordinierten nicht zu bedanken brauchen, ist ein weit verbreiteter Irrtum, wie man leicht in Cullavagga 362 nachlesen kann. Allerdings wird der/die Ordinierte nicht „Danke“ im persönlichen Sinne sagen, sondern sich mit einer Art „Segensspruch“ bedanken. Die Laien spenden den Ordinierten alle vier Grunderfordernisse, also Nahrung, Kleidung, Unterkunft und Medizin – und versuchen dadurch gutes Karma zu erwirken. Mönche dürfen keine Einladung zum Speisen ausschlagen, um eine später gemachte Einladung anzunehmen [Pacittiya 33]. Mönche dürfen weder Geld [Nissaggiya-Pacittiya 18+19] annehmen, noch Schmuck (Wertsachen) annehmen bzw. aufheben [Cvg 245 + Pacittiya 84], auch keine rohen Lebensmittel, deshalb kochen sie auch nicht selbst [Mvg 295]. Sie dürfen kein Fleisch verzehren, wenn sie wissen oder vermuten, dass das Tier für sie getötet wurde [Mvg 294]. Die Lebensmittel, die sie nicht bis 12 Uhr verzehrt haben, sind wegzugeben [Pacittiya 38]. Sie dürfen erst ab dem nächsten Morgen wieder essen [Pacittiya 37]. Alkohol (alle berauschenden Mittel) sind nicht erlaubt [Pacittiya 51], auch nicht, wenn sie „nur“ anteilig in den Speisen bzw. Getränken enthalten sind. Das Mahl sollte aus einer „vernünftigen“ Mischung von Gemüse(n) und Beilage(n) bestehen [Sekhiya 29].

### Schonen von Lebewesen
Mönche/Nonnen dürfen keine Lebewesen gewollt oder aus grober Unachtsamkeit töten oder jemanden dazu veranlassen, es zu tun [Pacittiya 61+62]. Mönche/Nonnen dürfen auch nicht zum (Selbst-)Mord aufhetzen oder jemandem die Mittel dazu verschaffen. Sogar die Empfehlung einer Abtreibung ist ein Ausschlussvergehen, wenn sie durchgeführt wird [Parajika 1]. Auch dürfen sie nicht Rasen mähen, Erde umgraben oder jemanden auffordern, dies zu tun [Pacittiya 10+11].

### Unterkünfte
Mönche/Nonnen dürfen mit Nicht-Ordinierten höchstens drei Nächte zusammen unter einem Dach schlafen, mit einer Person des anderen Geschlechts gar nicht [Pacittiya 5+6]. Wenn ein Mönch sich einen Ort zum Wohnen sucht, der als allgemein gefährlich oder unheimlich gilt, darf er dort keine Almosen in Empfang nehmen, sondern muss sie selber holen [Patidesaniya 4].

### Umgang mit Anderen
Wenn es keinen triftigen Grund gibt, dürfen Ordinierte nicht nach 12 Uhr aus dem Kloster (in den Ort) gehen [Pacittiya 85]. Theater, Kino, Sportveranstaltungen oder Paraden dürfen von Ordinierten nicht besucht werden [Cvg 248]. Auch selber singen oder die Lehre in singendem Tonfall vortragen ist nicht erlaubt [Cvg 249]. Baden ist erlaubt, aber keinerlei Art von Wassersport [Pacittiya 53]. Mönche/Nonnen dürfen Mitglieder oder Asketen von Orden anderer Glaubensrichtungen nicht bedienen [Cvg 261], noch deren Art von Kleidung tragen [Mvg 370–372]. Mönche/Nonnen haben jeglichen Umgang mit Kriminellen zu vermeiden, sollten nicht einmal mit ihnen dieselbe Strecke zusammen gehen [Pacittiya 66]. Die Lehre darf nur jemandem dargelegt werden, der Respekt zeigt [Sekhiya 57–72]. Mönche dürfen sich nicht als Händler [Nissaggiya-Pacittiya 20] oder Heirats-Vermittler betätigen [Sanghadisesa 5].

### Umgang mit Frauen

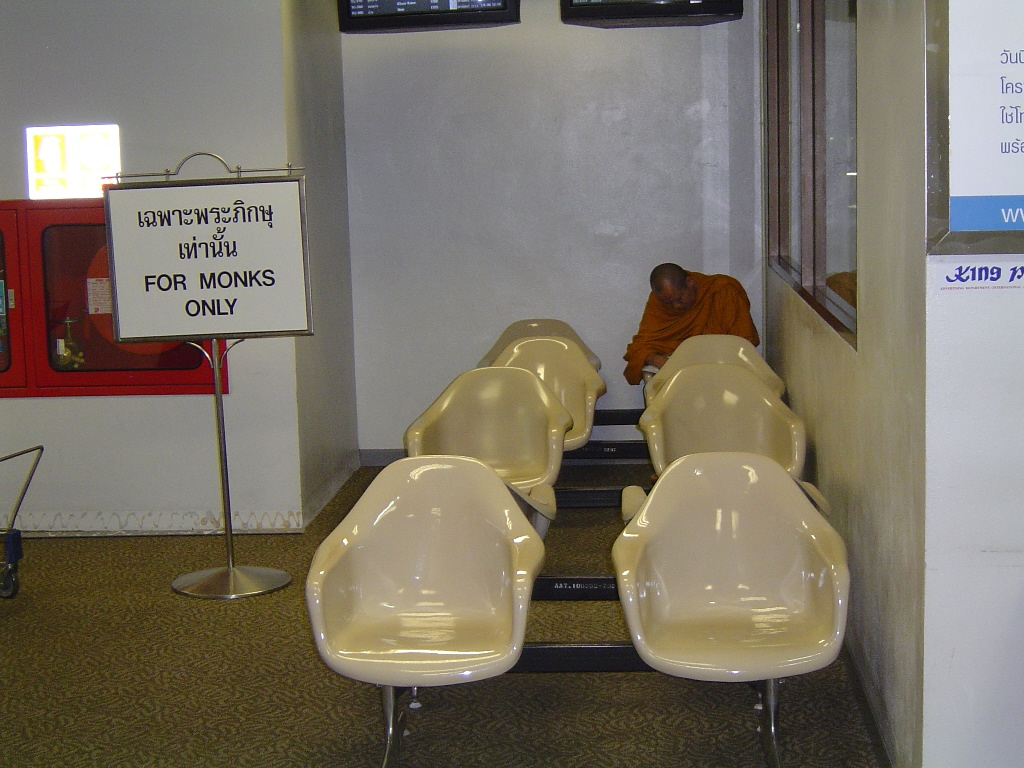
Sitzbereich für Mönche im ehemaligen Bangkok Domestic Airport

Mönche der Pali-Tradition müssen zölibatär leben. Es ist ihnen nicht gestattet, Frauen zu berühren [Sanghadisesa 2] oder sich mit einer Frau an einem geheimen oder nicht öffentlichen Ort aufzuhalten [Pacittiya 5+6, 44+45]. Geschlechtsverkehr ist ein Ausschlussvergehen, und sei es „nur“ mit einem Tier [Parajika 1]. Auch das Darlegen der Lehre gegenüber einer Frau ist in ausführlicher Form nur im Beisein eines weiteren Mannes erlaubt [Pacittiya 4]. Um Berührungen mit Frauen zu vermeiden, ist in Linienbussen üblicherweise eine oder mehrere Sitzreihe(n) für Ordinierte („clergy“) reserviert. In Bahnhöfen, Flughäfen etc. gibt es mitunter eigene abgeteilte Sitzbereiche nur für Ordinierte.

## Die zwei Linien der Sanskrit Tradition (Pratimoksha)
Es gibt im Sanskrit zwei Sutras zur buddhistisch-monastischen Disziplin – auch bekannt als Pratimoksha Sutras. Pratimoksha ist sanskrit und bedeutet: Prati = persönlich/individuell Moksha = Befreiung also: „Gelübde der individuellen Befreiung“.
Die Sanskrit Tradition zählt zum Mahayana-Buddhismus. Dieser sieht die Pali Tradition dem Hinayana zugehörig und sieht die Theravada Tradition als eine der 18 Schulen des Hinayana.
Die zwei Sutras, auf die sich Mönche und Nonnen der Mahayana Tradition beziehen, stammen aus der Hinayana Tradition.
Es sind:
- das Pratimoksha Sutra der Mahasamghikas und
- das Pratimoksha Sutra der Mulasarvastavadins

Die Linie der Mahasamghikas wurde zuerst im 4. Jahrhundert v. Chr. erwähnt. Die Linie der Mulasarvastavadins wurde zuerst schriftlich im 7. Jahrhundert n. Chr. erwähnt (nach Charles S. Prebish).
Der Linie der Mulasarvastavadins folgt vor allem der indo-tibetische Buddhismus. Sie geht auf Buddha Shakyamuni, Shariputra, Buddhas Sohn Rahula, Nagarjuna und Shantarakshita zurück. Ihr gehören Meister wie Sakya Pandita, Lama Tsongkhapa und die Dalai Lamas an.

### Näheres zur Mulasarvastavadin Linie (indo-tibetischer Buddhismus)
Es gibt 8 Arten von Ordinationen:
1. und 2. Die Gelübde für Laien (Frau und Mann): Fünf Silas, eventuell erweitert um das Zölibat-Gelübde
2. Die 8 Laien-Gelübde für einen Tag
3. Gelübde für die Novizen Nonne (36 Regeln) (tib. Getsulma)
4. Gelübde für den Novizen Mönch (36 Regeln) (tib. Getsul)
5. Gelübde für den vollordinierten Mönch (253 Regeln) (tib. Gelong)
6. Gelübde für die vollordinierte Nonne (364 Regeln) (tib. Gelongma)
7. Gelübde für die Nonne auf Probe

Jemanden, der die 8 Gelübde für einen Tag das ganze Leben hält, nennt man „Ehrwürdigen Laienpraktizierenden“.
In der Regel gilt die Tagesordination bzw. die Nonne auf Probe nicht als wirkliche Ordination.
Näheres dazu ist in der Schrift „Buddhist Ethics“ (Treasury of Knowledge) von Jamgon Kongtrul Lodro Taye zu finden. Sie enthält auch die Mahayana Ethiken und die Vajrayana Ethiken. Da die Vinaya-Ethik der indo-tib.-buddh. Ordinierten aus der Mulasarvastavadin Linie kommt, gilt der Abschnitt zur Pratimoksha in dieser Schrift für alle Linien des tibetischen Buddhismus.
Aus der Schrift von Jamgon Kongtrul Lodro Taye geht hervor: Es gab zur Zeit des Buddhas unterschiedliche Ordinationswege. Shariputra und andere wurden z. B. einfach dadurch ordiniert, dass Buddha sprach: „Kommt hierher, Mönche!“ Indem sie vor den Buddha traten, wurden sie Mönche. Die heutige Zeremonie der Ordination wurde nach dem Untergang der ursprünglichen Arten eingeführt. Die gegenwärtige vierstufige Prozedur, die einzige, die in der Mulasarvastavadin Linie durchgeführt wird, muss von einer Versammlung von 10 Vollordinierten Mönchen in zentralen Regionen oder wenigstens 5 Vollordinierten in abgelegenen Regionen durchgeführt werden. Es gibt ausführliche Darlegungen, wer überhaupt für eine Ordination in Frage kommt und zugelassen werden darf. (z. B. sind religiöse Extremisten oder Menschen, die religiös-extremistische Ansichten halten, nicht zugelassen)
Als Ordinierte im Sinne eines Entsagten / einer Entsagten gelten folgende Personen:
- (1) & (2) weibliche und männliche Novizen,
- (3) & (4) vollordinierte Nonne und vollordinierter Mönch und
- (5) die Nonne auf Probe.

Laien sind zwar auch ordiniert, gelten aber nicht als Entsagte und tragen deshalb auch keine Robe.
Die 36 Novizengelübde werden auch in 10 Gelübden zusammengefasst, den „Vier Wurzeln“
1. nicht töten
2. nicht stehlen
3. nicht lügen
4. kein Geschlechtsverkehr

und den „Sechs Ästen“:
1. keinen Alkohol zu trinken
2. nicht tanzen, singen, Musikinstrumente zu spielen
3. sich nicht schmücken oder parfümieren
4. kein hohes und breites Bett zu nutzen
5. kein Essen nach dem Mittag einzunehmen
6. Gold und Silber nicht zu berühren und zu besitzen

Diese Zusammenfassung wurde vor allem deshalb gemacht, damit Menschen mit weniger Enthusiasmus durch das Hören einer Anzahl von 36 Gelübden sich nicht entmutigt fühlen und vor der Novizen Ordination zurückschrecken.
Vollordinierte Mönche (tib. Gelong, skt. Bhikshu) haben 253 Regeln. Die Linie der vollordinierten Nonnen (tib. Gelongma, skt. Bhikshuni) mit 346 Regeln wurde nicht von Indien nach Tibet übertragen, deshalb gibt es diese Linie nicht im Tibetischen Buddhismus. Der Dalai Lama hat aber Forschungen in Auftrag gegeben, um diese Linie der vollordinierten Nonnen wieder einzuführen.

## Die Dharmaguptakavinaya
Im Dharmaguptaka Vinaya haben Bhikkhus 250 Regeln und Bhikkhunis 348 Regeln.

### Pali Linie
- Raimund Beyerlein (Hrsg.): Der Buddha und sein Orden. Verlag Beyerlein und Steinschulte, Stammbach-Herrnschrot 2000, ISBN 3-931095-22-3
- Maitrimurti, Mudagamuwe (Übers.): Das Mahâvagga des Vinayapitaka. Verlag Beyerlein und Steinschulte, Stammbach-Herrnschrot 2000, ISBN 3-931095-24-X
- Nyanatiloka: Das buddhistische Wörterbuch. 5. Auflage. Verlag Beyerlein und Steinschulte, Stammbach-Herrnschrot 1999, ISBN 3-931095-09-6

### Die Sanskrit-Linien
- Charles S. Prebish: Buddhist Monastic Disciplin: The Sanskrit Pratimokksha Sutras of the Mahasamghikas and Mulasarvastavadins. Motilal Banarsidass, Indien 1996, ISBN 81-208-1339-1

### Mulasarvastavadin Linie
- Nagarjuna: Stanzas for a Novice Monk. Paljor Publications, 2002, ISBN 81-86470-15-8
- Dalai Lama: Advice from Buddha Shakyamuni: Abridged Exposition of the Precepts for Bikshus . Paljor Publications, 2002, ISBN 81-86470-07-7 (Ein Kommentar zu den 253 Regeln der Vollordinierten mit einer sehr inspirierenden Einleitung und Kommentar zur Vinaya, basierend auf dem Vinaya Sutra)
- Jamgon Kongtrul Lodro Taye: Buddhist Ethics (Treasury of Knowledge). Snow Lion Publications, Ithaca 2003, ISBN 1-55939-191-X (Vollständige Darlegung der Pratimoksha, Mahayana und Vajrayana Ethik)
- Monastic Rites by Geshe Jampa Thegchok, Wisdom Books, ISBN 0-86171-237-4

Nyingma Linie:
- Ngari Panchen: Perfect Conduct: Ascertaining the Three Vows, Wisdom Publication, ISBN 0-86171-083-5 (Kommentar zu den drei Arten der Ethik der Nyingma-Schule von Dudjom Rinpoche)

Studie zum Klerus im Tibetischen Buddhismus:
- Ursula Baumgardt: Geistliche Titel und Bezeichnungen in der Hierarchie des tibetischen Klerus. Aus dem Tibet-Institut (Kloster) Rikon, Schweiz (1977)

### Bhikshuni Gelübde der Dharmaguptakavinaya
- Venerable Bhikshuni Wu Yin, Bhikshuni Jendy Shih (Editor), Bhikshuni Thubten Chodron (Translator): Choosing Simplicity. Snow Lion Publications, Ithaca 2001, ISBN 1-55939-155-3 (Gelübde einer vollordinierten Nonne)
- Rules for Nuns According to the Dharmaguptakavinaya by Heirmann, ISBN 81-208-1800-8

### Pali Tradition
- Pātimokkha 109 der 227 Ordensregeln für vollordinierte Mönche in der deutschen Übersetzung.
- Grundbegriffe der Ordensregeln und des Ordensrechts des Theravâda, Teil I
- Grundbegriffe der Ordensregeln und des Ordensrechts des Theravâda, Teil II

### Nonnenorden
- A New Possibility: Introducing Full Ordination for Women into the Tibetan Buddhist Tradition by Bhikshuni Thubten Chodron
- Internetseite von Ven. Bhikhuni Jampa Tsedroen (Carola Roloff)
- Aufsätze in Zeitschriften, Kapitel in Sammelwerken, Manuskripte, Broschüren, Übersetzungen (Memento vom 13. April 2010 im Internet Archive) zusammengestellt von Ven. Bhikhuni Jampa Tsedroen (Carola Roloff)
- Internetseite von Ven. Bhikshuni Tenzin Wangmo

## Übersetzung
- Patimokkha - Hauptregelwerk der buddhistischen Mönche (deutsch; PDF; 3,6 MB)